# Almota
Almota este un gen de păianjeni din familia Salticidae.